# Itō Gemboku

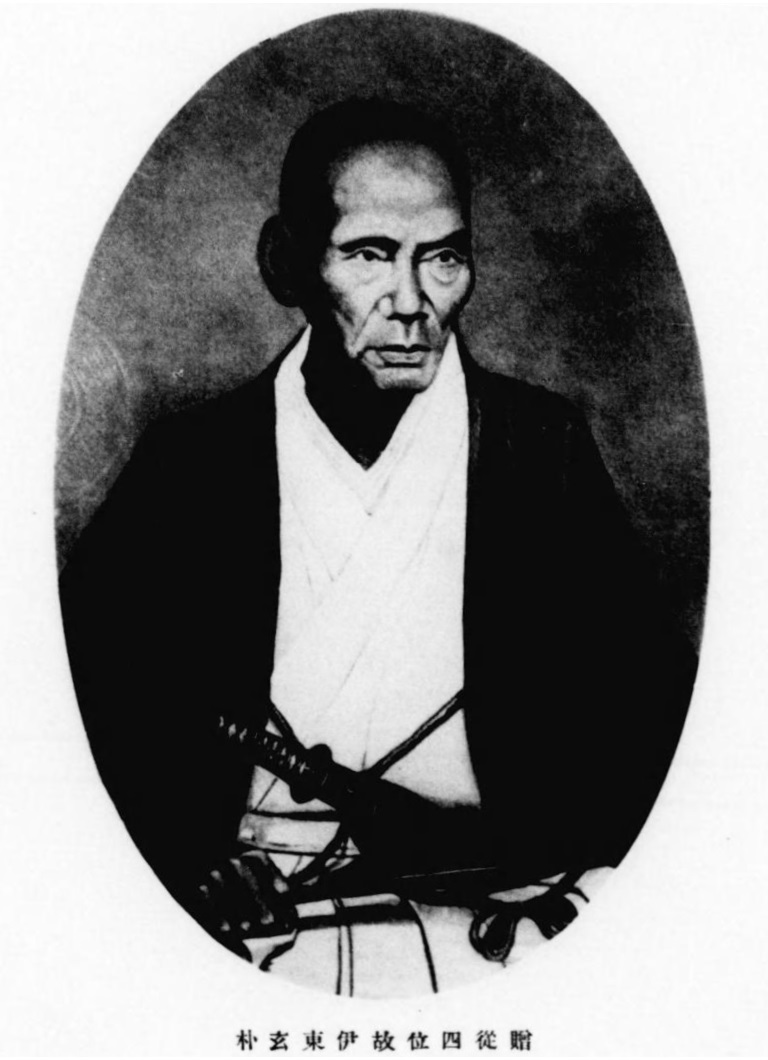
Itō Gemboku

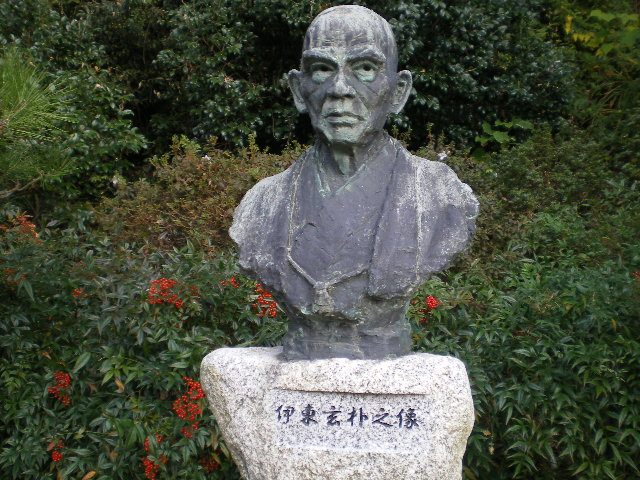
Skulptur am Geburtshaus

Itō Gemboku (japanisch 伊東 玄朴; geboren 11. Februar 1801 in Niiyama (仁比山) in der Provinz Hizen; gestorben 2. Januar 1871) war ein japanischer Mediziner der späten Edo-Zeit.

## Leben und Werk
Itō Gemboku wurde als Sohn eines Priesters am Niiyama-Schrein (仁比山神社) geboren und später von der Adelsfamilie Itō, die zum Saga-han gehörte, adoptiert. Er studierte Niederländisch unter dem Dolmetscher Inomata Dejiemon (猪俣 傳次衛門), dessen Tochter er heiratete, und Medizin unter Philipp Franz von Siebold. 1826 schloss er sich der niederländischen Gesandtschaft an, die dem Shōgun in Edo ihre Aufwartungen machen musste. Itō blieb in Edo und eröffnete dort eine eigene Schule unter dem Namen Shōsendō (象先堂), in der er die „Hollandwissenschaft“ Rangaku unterrichtete. Die Schule brachte viel prominente Ärzte und andere Gelehrte hervor. 1831 wurde Itō zum leitenden Arzt der Saga-Domäne berufen und 1838 zum beratenden Arzt des Tokugawa-Shogunats.
Itō war leitend an der Einführung der Pocken-Impfung in Japan beteiligt. Aus dem Impfzentrum, das er in Edo eingerichtet hatte, ging später die Medizinische Fakultät der Universität Tokio hervor. Zu seinen schriftlichen Werken gehört das 24-bändige „Iryō seishi“ (医療正始), etwa „Richtiger Beginn der Heilkunde“.
Das Geburtshaus Itōs mit Garten wurde als Gedenkstätte eingerichtet.